# Merry-Sec
Merry-Sec is een gemeente in het Franse departement Yonne (regio Bourgogne-Franche-Comté) en telt 179 inwoners (1999). De plaats maakt deel uit van het arrondissement Auxerre.

## Geografie
De oppervlakte van Merry-Sec bedraagt 14,3 km², de bevolkingsdichtheid is 12,5 inwoners per km².
De onderstaande kaart toont de ligging van Merry-Sec met de belangrijkste infrastructuur en aangrenzende gemeenten.

## Demografie
Onderstaande figuur toont het verloop van het inwonertal (bron: INSEE-tellingen).